# Cosquín Rock 2019
Cosquín Rock 2019 fue la decimonovena edición del festival Cosquín Rock, realizado en Santa María de Punilla, provincia de Córdoba (Argentina).
El 3 de agosto de 2018 se confirmaron las fechas del festival y trascendió que tocarían bandas de México, Colombia y Chile, entre otras.
El 8 de noviembre de 2018 se anunció la grilla, que contó con más artistas internacionales que otras ediciones y la novedad de ofrecer dos escenarios principales. Se sumaron nuevos géneros como el trap y el hip hop y se añadió la música electrónica al escenario principal.

## Grilla
| Sábado 9 de febrero      | Sábado 9 de febrero             | Sábado 9 de febrero       | Sábado 9 de febrero | Sábado 9 de febrero    | Sábado 9 de febrero |
| Escenario Norte          | Escenario Sur                   | Escenario Alternativo     | Hangar del metal    | La Casita del Blues    | Escenario Cba X     |
| ------------------------ | ------------------------------- | ------------------------- | ------------------- | ---------------------- | ------------------- |
| Las Pelotas              | Nick Warren Eli & Fur Knowbru   | Los Auténticos Decadentes | O'Connor            | Jimmy Rip and The Trip | De La Gran Piñata   |
| Skay y Los Fakires       | Babasónicos                     | Lit Killah                | Horcas              | Don Vilanova           | Fiesta Cuetillo     |
| Las Pastillas del Abuelo | Los Espíritus                   | Ingrávidos Squad          | S7N                 | Alapar                 | Pvlso               |
| No Te Va Gustar          | Él Mató a un Policía Motorizado | Freestyle Master Series   | Plan 4              | Los Mentidores         | La Que Faltaba      |
| La Vela Puerca           | El Kuelgue                      | T&K                       | Habeas Pornus       | Marcia Blues           | Massacre            |
| Guasones                 | Usted Señalemelo                | Acru                      | Hammer              | Viejo Motor            | Cuatro al Hilo      |
| Pier                     | IZAL                            | Tink                      | Coya                | The Dapper Dan Band    | Los Ustedes         |
| Luceros el Ojo Daltónico | Louta                           | Tata                      | Eterna Agonía       |                        | Manjar              |
| Machingon                | Turf                            | Slim Dee                  | Drenaje             |                        | Jinetes             |
| No Tiene La Vaca         | La Pegatina                     |                           | Sygma               |                        | Pre-Cosquín         |
|                          | Telescopios                     |                           |                     |                        | Lena Esta Oculta    |

| Domingo 10 de febrero   | Domingo 10 de febrero | Domingo 10 de febrero        | Domingo 10 de febrero | Domingo 10 de febrero                   | Domingo 10 de febrero                        |
| Escenario Norte         | Escenario Sur         | Escenario Alternativo        | Hangar del metal      | La Casita del Blues                     | Escenario Cba X                              |
| ----------------------- | --------------------- | ---------------------------- | --------------------- | --------------------------------------- | -------------------------------------------- |
| Ska-P                   | Nonpalidece           | Indios                       | A.N.I.M.A.L.          | Chris Cain                              | Aura                                         |
| Ciro y Los Persas       | Zona Ganjah           | Perras on the Beach          | Tren Loco             | Déborah Dixon Patán Vidal               | Santa Kim                                    |
| Attaque 77              | Dancing Mood          | Los Auténticos Decadentes    | Los Antiguos          | Etiene Nadine & Toyo Ivan Singh Band    | Smoke Sellers                                |
| Carajo                  | La 25                 | Emanero                      | Deny                  | Cesar Valdomir & The Blue Midnight      | Frenéticos                                   |
| Eruca Sativa            | Don Osvaldo           | Orion XL                     | Coverheads            | Lorena Gómez & Mojo Boogie´s            | Boom Boom Kid                                |
| Cuatro Pesos de Propina | Ojos Locos            | Wos                          | Kiss My Ass           | Ale Rojas Monticelli & The Soul Hunters | Juan Terrenal                                |
| El Plan de la Mariposa  | Los Gardelitos        | Soy Rada and the Colibriquis | Led Ladies            |                                         | Qué Bien Que Te Queda                        |
| Científicos del Palo    | La Mississippi        | Bimoud                       | Circe                 |                                         | Inercia                                      |
| Literal                 | Diamante Eléctrico    | Dakillah                     | GTX                   |                                         | Caníbal Army                                 |
|                         | Etcétera              | Victoria Bernardi            | Cobra Sarli           |                                         | Vorsoto                                      |
|                         |                       |                              |                       |                                         | Pre-Cosquín                                  |
|                         |                       |                              |                       |                                         | Fisurado y Paranoico con mi Sombra Persecuta |

## Momentos destacados
Un gran número de artistas lució en el escenario pañuelos verdes a causa del tratamiento del proyecto de Ley de Interrupción Voluntaria del Embarazo en el Congreso Nacional en junio del año anterior. Entre estos, se encontraban Eruca Sativa, Miss Bolivia, Ska-P y Don Osvaldo.
Esta última, durante su presentación, criticó a "todos aquellos músicos que agarran plata del Estado (...) y salen a decir pavadas en función de lo que le dicen esos gobernantes", en referencia a los dichos de Rolo Sartorio, cantante de La Beriso, que meses atrás había expresado comentarios en contra de las personas trans, los homosexuales y el veganismo en una de sus presentaciones. Unos meses antes, también había pedido a su público que no cantara contra el presidente Mauricio Macri durante el show.